# Autolycos (mythologie)
Pour les articles homonymes, voir Autolycos.
Dans la mythologie grecque, Autolycos (en grec ancien : Αὐτόλυκος / Autólykos, « vrai loup », « loup en personne »), fils de Chioné et d'Hermès (ou fils de la nymphe Stilbé), est l'aïeul maternel d'Ulysse. Voleur, il a reçu de son père le don de voler sans jamais se faire prendre.

## Mythe
Autolycos enseigna à Héraclès l'art de se servir de ses poings pour abattre ses adversaires et participa à l'expédition des Argonautes, mais il reste surtout connu dans la légende comme un voleur. Il possédait le pouvoir de transformer l'apparence des bêtes dont il s'emparait : c'est ainsi qu'il déroba les bœufs d'Eurytos, roi d'Œchalie. On raconte également qu'il vola un casque dont il fit présent à Ulysse et qui permit au héros de se glisser dans Troie sans être vu.
La mythologie lui donne deux épouses différentes : elle s'appelle Amphithée chez Homère, et Mestra chez Ovide.
Sa fille Anticlée eut, disait-on, commerce avec Sisyphe, avant d'épouser Laërte, qui engendra Ulysse mais selon une version du mythe, Autolycos tua une partie du troupeau de Sisyphe ; ce dernier, qui avait pris la précaution de faire marquer ses bêtes sous le pied, s'aperçut aisément du larcin et dans sa colère, il viola Anticlée, fiancée à Laërte, et il serait ainsi le vrai père d'Ulysse.
Les fils d'Autolycos stoppent l'hémorragie d'une blessure d'Ulysse avec un bandage et une incantation : « Alors, le premier, Odysseus, levant sa longue lance, de sa forte main, se rua, désirant le percer ; mais le sanglier, le prévenant, le blessa au genou d'un coup oblique de ses défenses et enleva profondément les chairs, mais sans arriver jusqu'à l'os. Et Odysseus le frappa à l'épaule droite, et la pointe de la lance brillante le traversa de part en part, et il tomba étendu dans la poussière, et son âme s'envola. Aussitôt les chers fils d'Autolycos, s'empressant autour de la blessure de l'irréprochable et divin Odysseus, la bandèrent avec soin et arrêtèrent le sang noir par une incantation ; puis, ils rentrèrent aux demeures de leur cher père. Et Autolykos et les fils d'Autolykos, ayant guéri Odysseus et lui ayant fait de riches présents, le renvoyèrent plein de tristesse dans sa chère Ithakè. »